# Dicanticinta diticinctana
Dicanticinta diticinctana är en fjärilsart som beskrevs av Walsingham 1900. Dicanticinta diticinctana ingår i släktet Dicanticinta och familjen vecklare. Inga underarter finns listade i Catalogue of Life.